# Холлоуэй, Грант
Грант Холлоуэй (англ. Grant Holloway; род. 19 ноября 1997, Чесапик, Виргиния) — американский легкоатлет, специализируется в беге с барьерами, олимпийский чемпион 2024 года, трёхкратный чемпион мира в беге 110 метров с барьерами и трёхкратный чемпион мира в беге на 60 метров с барьерами.

## Биография
Холлоуэй — спортсмен, который соревнуется в дисциплинах 60 метров с барьерами, 110 метров с барьерами, 60 метров, 100 метров, 200 метров, 400 метров (только в эстафете), прыжки в длину и прыжки в высоту.
С 2017 по 2019 год он выиграл барьерный бег на 60 и 110 метров на чемпионате США (NCAA) в помещении и на открытом воздухе. Он также установил рекорд США по бегу на 60 м с барьерами — 7,35 секунды и 110 м с барьерами - 12,98.
В октябре 2019 года Грант Холлоуэй в Дохе стал чемпионом мира в беге на 110 метров с барьерами, показав результат 13,10. Омар Маклауд, олимпийский чемпион из Ямайки, упал во время забега.
В 2023 году на чемпионате мира по лёгкой атлетике, который состоялся в Будапеште, американский атлет, в беге с барьерами на 110 метров, с результатом 12,96 секунды стал чемпионом мира.

## Персональные результаты
| Дисциплина             | Время | Место | Дата            |
| ---------------------- | ----- | ----- | --------------- |
| 100 метров             | 10,21 | США   | 16 апреля 2022  |
| 200 метров             | 20,66 | США   | 29 марта 2019   |
| 110 метров с барьерами | 12,81 | США   | 2021            |
| 60 метров с барьерами  | 7,27  | США   | 16 февраля 2024 |
| 60 метров              | 6,50  | США   | 9 марта 2019    |
| Прыжок в высоту        | 2,16  | США   | 6 июня 2014     |
| Прыжок в длину         | 8,17  | США   | 12 мая 2018     |